# كارلوس تشانديا
كارلوس تشانديا ألاركون (بالإسبانية: Carlos Chandía Alarcón)‏ (مواليد 14 نوفمبر 1964 في شيلان) حكم كرة قدم تشيلي. أصبح حكما دوليا معتمدا من قبل الاتحاد الدولي لكرة القدم في سنة 2001. بدأ مسيرته التحكيمية في سنة 1985 في دوري الهواة. منذ ذلك الحين اختير أفضل حكم في تشيلي خمس مرات.

## روابط خارجية
- كارلوس تشانديا على موقع Soccerway.com (الإنجليزية)